# Синельниковская швейная фабрика
Синельниковская швейная фабрика — промышленное предприятие в городе Синельниково Днепропетровской области Украины.

## История
В ходе боевых действий Великой Отечественной войны и немецкой оккупации (2 октября 1941 - 21 августа 1943) Синельниково значительно пострадало - в соответствии с тактикой "выжженной земли" отступавшие немецкие войска разрушали и сжигали находившиеся здесь промышленные предприятия, жилые дома и объекты инфраструктуры.
В соответствии с четвёртым пятилетним планом восстановления и развития народного хозяйства СССР (1945 - 1950 гг.) в Синельниково была построена и введена в эксплуатацию швейная фабрика, которая уже в ноябре 1949 года досрочно завершила выполнение изначально запланированных производственных показателей пятилетки.
В соответствии с семилетним планом развития народного хозяйства СССР (1959 - 1965 гг.) для швейной фабрики был построен новый двухэтажный корпус, в дальнейшем здесь было установлено новое оборудование и производственные мощности были увеличены.
В 1980-е годы фабрика специализировалась на производстве верхней одежды, основной продукцией являлись мужские куртки, пальто и плащи.
В целом, в советское время швейная фабрика входила в число крупнейших предприятий города.
После провозглашения независимости Украины государственное предприятие было передано в ведение государственного комитета по лёгкой и текстильной промышленности Украины и преобразовано в коллективное предприятие.
В условиях экономического кризиса и разрыва хозяйственных связей 1990-х годов положение фабрики осложнилось, и хозяйственный суд Днепропетровской области возбудил дело о банкротстве предприятия. 16 мая 2006 года швейная фабрика была признана банкротом и в 2007 году началась процедура ликвидации предприятия.

## Современное состояние
Здания и помещения прекратившей производственную деятельность швейной фабрики сданы в аренду.